# Babylon Circus
Babylon Circus är ett franskt skaband, bildat 1995 i Lyon.  
Bandet består idag av tio musiker. Musiken är influerad av såväl ska, reggae och punk som jazz och östeuropeisk folkmusik. Bandets ofta politiska låttexter framförs på både franska och engelska.

## Diskografi
- 1997 – Musika
- 1999 – Tout va bien (EP)
- 2001 – Au marché des illusions
- 2004 – Dances of Resistance